# Uroleucon telekiae
Uroleucon telekiae är en insektsart. Uroleucon telekiae ingår i släktet Uroleucon och familjen långrörsbladlöss. Inga underarter finns listade i Catalogue of Life.